# Лия Владимирова
Лия Владимирова (настоящее имя Юлия Владимировна Хромченко, урождённая Дубровкина; 18 августа 1938, Москва — 22 августа 2015, Нетания) — русская поэтесса, прозаик, сценарист.

## Биография
Отец — геолог Владимир Львович Дубровкин, мать — географ и детская писательница Галина Ганейзер. Дед по матери — писатель Евгений Ганейзер.
В 1956-61 училась во ВГИКе, по некоторым её сценариям были сделаны радиоспектакли и телевизионные фильмы. После первой публикации в журнале «Юность» (рассказ «Первый поцелуй», 1957) прошло 13 лет до появления подборки из семи её стихотворений в газете «Московский комсомолец» (1970). Только 10 стихотворений Владимировой были напечатаны после этого в журналах «Юность» и «Смена».
В 1973 эмигрировала в Израиль вместе с мужем, поэтом и сценаристом Яковом Хромченко. Выпустила там несколько сборников стихов и сборник прозы. Книжка избранных стихов вышла в 1984 на иврите в переводе Мордехая Севера.

## Творчество
Александр Солженицын в отзыве, опубликованном на страницах «Нового мира», отмечал сердечность и музыкальность, пронизывающие поэтические строки Владимировой, умелое использование фольклорных и православных мотивов, а обнаруживая в её творчестве влияния Пастернака и Ахматовой, признавал, что они «не покорили Владимирову, а только усилили её перо». По мнению Солженицына, она поэт «значительный, но недооценённый».

Стихи Владимировой исполнены большого внутреннего напряжения, что сказывается в частом обращении поэтессы к контрастам. Такие противоположности, как движение и покой, искренность и ложь, бытие и видимость, сон и действительность, тайна и откровение, случай и заданность, мгновение и вечность, земное одиночество и чувство защищенности в космосе, являются в её стихах во множестве вариаций. При этом крайности у неё сближаются, не снимая, однако, напряжения и печали.

(Вольфганг Казак)

## Книги
- Дубровкина Ю. Дорога : документальная повесть [печатный текст] / Дубровкина, Юлия Владимировна, Автор (Author); Глебова, Л. В., Редактор (Editor); Семенова, О.М., Технический редактор, типограф (Typographer). — М.: Политиздат, 1970. — 110, [2] с.: вкладные [2] л.; 17 см. — (Герои Советской Родины). — 85 000 экземпляров. — 17 к. Аннотация/реферат : Документальная повесть посвящена Н. А. Лунину, одному из зачинателей стахановского движения на транспорте, лауреату Госпремий, герою Соцтруда. В основе повести — рассказ о легендарном рейсе : Тревожной военной зимой 1941 года бригада Н. А. Лунина доставила в Москву из Новосибирска 5 тысяч тонн угля (при норме 1150 тонн на паровоз!)
- Связь времён. — 1975.
- Пора предчувствий. — 1978.
- Соль и свет / переводы стихов поэта Натана Йонатана. −1980.
- Снег и песок. — 1982.
- Письмо к себе. — 1985.
- Стихотворения. — 1988.
- Мгновения. — 1992.
- Заметы сердца. — 2001.